# 파올로 마키아리니
파올로 마키아리니(Paolo Macchiarini, 1958년 8월 22일 ~ )는 이탈리아의 흉부외과 의사이자 전 재생의학 연구원이다. 연구 사기 및 조작 행위로 유명해졌고, 이탈리아와 스웨덴에서 연구 관련 범죄로 유죄 판결을 받았다.
마키아리니는 이전까지 기관 이식을 위해 환자의 줄기 세포가 이식된 생물학적 합성 지지체를 사용하는 선구자로 여겨졌다. 2010년부터 스웨덴 카롤린스카 연구소에서 임시 계약을 맺고 객원 교수이자 이사로 재직했다. 상대적으로 건강한 환자에게도 비윤리적으로 실험적 수술을 수행하여 합성 기관 이식을 받은 환자 8명 중 7명이 사망하는 결과를 초래했다는 비난을 받아 왔다. 배너티 페어와 아프톤블라데트의 기사는 그가 이력서의 일부 학력을 위조했음을 드러냈다.
2016년 2월, 우르반 렌달 노벨생리의학위원회 위원장이 마키아리니의 카롤린스카 연구소 채용에 관여한 것에 대한 책임으로 사임했다. 얼마 지나지 않아 2015년 마키아리니의 위법 행위에 대해 무혐의 처분을 내렸던 안데르스 함스텐 카롤린스카 연구소 부총장도 사임했다. 카롤린스카 연구소는 2013년 마키아리니와의 임상 관계를 끝냈지만, 마키아리니가 연구원으로 계속 활동할 수 있도록 허용했다. 2016년 2월, 카롤린스카 연구소는 11월에 만료 예정이었던 연구 계약을 갱신하지 않을 것이라 발표하고 다음 달에 계약을 해지했다. 마키아리니는 카롤린스카에서 해고당한 뒤 러시아 카잔 연방 대학교에서 해당 대학이 2017년 4월에 그의 프로젝트를 종료시키며 사실상 해고할 때까지 근무했다.
스웨덴 검찰청은 1년간의 의료법률 조사 끝에 2017년 10월 마키아리니가 근거가 뒷받침되지 않는 장치와 절차를 사용했기 때문에 조사된 5건 중 4건의 사건에서 과실이 있지만, 환자가 다른 치료를 받았더라도 사망했을 수 있기 때문에 범죄는 성립될 수 없다고 발표했다. 마키아리니는 폭행이 아닌 신체적 상해를 입힌 혐의로 유죄 판결을 받았다. 마키아리니는 2022년 6월 집행유예를 선고받았다. 하지만 그의 형량은 1년 뒤 항소법원에서 2년 6개월로 늘어났다. 대법원 항소 이후, 2023년 10월 법원은  항소를 기각했다.
스웨덴의 과학적 위법 행위에 관한 전문가 집단은 6개 논문에서 마키아리니와 그의 공동 저자의 연구 사기 증거를 발견하고 철회를 요구했다. 마키아리니는 2023년까지 자신의 연구 논문 중 11편을 철회했고, 4편은 우려 표명을 받았으며, 3편은 수정됐다.